# ATP-toernooi van Madrid (voormalig)
Het ATP-toernooi van Madrid (ook bekend onder de naam Madrid Tennis Grand Prix) is een voormalig tennistoernooi van de ATP-Tour dat tussen 1972 en 1994 plaatsvond op outdoor gravelbanen in de Spaanse hoofdstad Madrid.

## Finales

### Enkelspel
| Datum      | Naam                              | Categorie    | ($)       | Ondergrond     | Winnaar          | Finalist          | Uitslag                 |         |
| ---------- | --------------------------------- | ------------ | --------- | -------------- | ---------------- | ----------------- | ----------------------- | ------- |
| 25-04-1994 | Trofeo Grupo Zeta Villa de Madrid | World Series | $ 775.000 | Gravel, buiten | Thomas Muster    | Sergi Bruguera    | 6-2, 3-6, 6-4, 7-5      | Details |
| 26-04-1993 | Trofeo Grupo Zeta Villa de Madrid | World Series | $ 775.000 | Gravel, buiten | Stefan Edberg    | Sergi Bruguera    | 6-3, 6-3, 6-2           | Details |
| 27-04-1992 | Trofeo Grupo Zeta Villa de Madrid | World Series | $ 700.000 | Gravel, buiten | Sergi Bruguera   | Carlos Costa      | 7-6, 6-2, 6-2           | Details |
| 29-04-1991 | Trofeo Grupo Zeta Villa de Madrid | World Series | $ 450.000 | Gravel, buiten | Jordi Arrese     | Marcelo Filippini | 6-2, 6-4                | Details |
| 30-04-1990 | Torneo Villa de Madrid            | World Series | $ 279.000 | Gravel, buiten | Andrés Gómez     | Marc Rosset       | 6-3, 7-6                | Details |
| 11-09-1989 |                                   |              | $ 175.000 | Gravel, buiten | Martín Jaite     | Jordi Arrese      | 6-3, 6-2                |         |
| 11-04-1988 | Madrid Tennis Grand Prix          |              | $ 93.400  | Gravel, buiten | Kent Carlsson    | Fernando Luna     | 6-2, 6-1                |         |
| 14-09-1987 |                                   |              | $ 89.400  | Gravel, buiten | Emilio Sánchez   | Javier Sánchez    | 6-3, 3-6, 6-2           |         |
| 28-04-1986 |                                   |              | $ 85.000  | Gravel, buiten | Joakim Nyström   | Kent Carlsson     | 6-1, 6-1                |         |
| 13-05-1985 |                                   |              | $ 80.000  | Gravel, buiten | Andreas Maurer   | Lawson Duncan     | 7-5, 6-2                |         |
| 27-02-1984 | Grand Prix Indoor Open            |              | $ 200.000 | Tapijt, indoor | John McEnroe     | Tomáš Šmíd        | 6-0, 6-4                |         |
| 25-04-1983 |                                   |              | $ 250.000 | Gravel, buiten | Yannick Noah (2) | Henrik Sundström  | 3-6, 6-0, 6-2, 6-4      |         |
| 28-04-1982 |                                   |              | $ 200.000 | Gravel, buiten | Guillermo Vilas  | Ivan Lendl        | 6-7, 4-6, 6-0, 6-3, 6-3 |         |
| 28-09-1981 |                                   |              | $ 75.000  | Gravel, buiten | Ivan Lendl       | Pablo Arraya      | 6-3, 6-2, 6-2           |         |
| 29-09-1980 |                                   |              | $ 125.000 | Gravel, buiten | José Luis Clerc  | Guillermo Vilas   | 6-3, 1-6, 1-6, 6-4, 6-2 |         |
| 24-09-1979 |                                   |              | $ 75.000  | Gravel, buiten | Yannick Noah (1) | Manuel Orantes    | 6-3, 6-7, 6-3, 6-2      |         |
| 09-10-1978 |                                   |              | $ 100.000 | Gravel, buiten | José Higueras    | Tomáš Šmíd        | 6-7, 6-3, 6-3, 6-4      |         |
| 10-10-1977 |                                   |              | $ 100.000 | Gravel, buiten | Björn Borg       | Jaime Fillol      | 6-3, 6-0, 6-7, 7-6      |         |
| 26-04-1976 |                                   |              | $ 100.000 | Gravel, buiten | Manuel Orantes   | Eddie Dibbs       | 7-6, 6-2, 6-1           |         |
| 28-04-1975 |                                   |              |           | Gravel, buiten | Jan Kodeš        | Adriano Panatta   | 5-7, 2-6, 7-6, 6-2, 6-3 |         |
| 07-10-1974 |                                   |              |           | Gravel, buiten | Ilie Năstase (2) | Björn Borg        | 6-4, 5-7, 6-2, 4-6, 6-4 |         |
| 15-10-1973 |                                   |              |           | Gravel, buiten | Tom Okker        | Jaime Fillol      | 4-6, 6-3, 6-3, 7-5      |         |
| 10-04-1972 |                                   |              |           | Gravel, buiten | Ilie Năstase (1) | František Pala    | 6-0, 6-0, 6-1           |         |

### Dubbelspel
| Datum      | Naam                              | Categorie    | ($)       | Ondergrond     | Winnaars                               | Runners-up                                | Uitslag            |         |
| ---------- | --------------------------------- | ------------ | --------- | -------------- | -------------------------------------- | ----------------------------------------- | ------------------ | ------- |
| 25-04-1994 | Trofeo Grupo Zeta Villa de Madrid | World Series | $ 775.000 | Gravel, buiten | Rikard Bergh Menno Oosting             | Jean-Philippe Fleurian Jakob Hlasek       | 6-3, 6-4           | Details |
| 26-04-1993 | Trofeo Grupo Zeta Villa de Madrid | World Series | $ 775.000 | Gravel, buiten | Tomás Carbonell (2) Carlos Costa (2)   | Luke Jensen Scott Melville                | 6-7, 6-2, 6-3      | Details |
| 27-04-1992 | Trofeo Grupo Zeta Villa de Madrid | World Series | $ 700.000 | Gravel, buiten | Patrick Galbraith Patrick McEnroe      | Francisco Clavet Carlos Costa             | 6-3, 6-2           | Details |
| 29-04-1991 | Trofeo Grupo Zeta Villa de Madrid | World Series | $ 450.000 | Gravel, buiten | Gustavo Luza Cassio Motta              | Luiz Mattar Jaime Oncins                  | 6-0, 7-5           | Details |
| 30-04-1990 | Torneo Villa de Madrid            | World Series | $ 279.000 | Gravel, buiten | Juan Carlos Baguena Omar Camporese     | Andrés Gómez Javier Sánchez               | 6-4, 3-6, 6-3      | Details |
| 11-09-1989 |                                   |              | $ 175.000 | Gravel, buiten | Tomás Carbonell (1) Carlos Costa (1)   | Francisco Clavet Tomáš Šmíd               | 7-5, 6-3           |         |
| 11-04-1988 | Madrid Tennis Grand Prix          |              | $ 93.400  | Gravel, buiten | Sergio Casal Emilio Sánchez            | Jason Stoltenberg Todd Woodbridge         | 6-7, 7-6, 6-4      |         |
| 14-09-1987 |                                   |              | $ 89.400  | Gravel, buiten | Carlos Di Laura Javier Sánchez         | Sergio Casal Emilio Sánchez               | 6-3, 3-6, 7-6      |         |
| 28-04-1986 |                                   |              | $ 85.000  | Gravel, buiten | Anders Järryd Joakim Nyström           | Jesus Colas-Abad David De Miguel-Lapiedra | 6-2, 6-2           |         |
| 13-05-1985 |                                   |              | $ 80.000  | Gravel, buiten | Givaldo Barbosa Ivan Kley              | Jorge Bardou Alberto Tous                 | 7-6, 6-4           |         |
| 27-02-1984 | Grand Prix Indoor Open            |              | $ 200.000 | Tapijt, indoor | Peter Fleming John McEnroe             | Fritz Buehning Ferdi Taygan               | 6-3, 6-3           |         |
| 25-04-1983 |                                   |              | $ 250.000 | Gravel, buiten | Heinz Günthardt Pavel Složil (2)       | Markus Günthardt Zoltán Kuhárszky         | 6-3, 6-3           |         |
| 28-04-1982 |                                   |              | $ 200.000 | Gravel, buiten | Pavel Složil (1) Tomáš Šmíd            | Heinz Günthardt Balázs Taróczy            | 6-1, 3-6, 9-7      |         |
| 28-09-1981 |                                   |              | $ 75.000  | Gravel, buiten | Hans Gildemeister (2) Andrés Gómez (2) | Markus Günthardt Tomáš Šmíd               | 6-2, 3-6, 6-3      |         |
| 29-09-1980 |                                   |              | $ 125.000 | Gravel, buiten | Hans Gildemeister (1) Andrés Gómez (1) | Jan Kodeš Balázs Taróczy                  | 3-6, 6-3, 10-8     |         |
| 24-09-1979 |                                   |              | $ 75.000  | Gravel, buiten | Carlos Kirmayr Cassio Motta            | Robin Drysdale John Feaver                | 7-6, 6-4           |         |
| 09-10-1978 |                                   |              | $ 100.000 | Gravel, buiten | Wojtek Fibak Jan Kodeš (2)             | Pavel Složil Tomáš Šmíd                   | 6-7, 6-1, 6-2      |         |
| 10-10-1977 |                                   |              | $ 100.000 | Gravel, buiten | Bob Hewitt Frew McMillan               | Antonio Muñoz Manuel Orantes              | 6-7, 7-6, 6-3, 6-1 |         |
| 26-04-1976 |                                   |              | $ 100.000 | Gravel, buiten | Wojtek Fibak Raúl Ramírez              | Bob Hewitt Frew McMillan                  | 4-6, 7-5, 6-3      |         |
| 28-04-1975 |                                   |              |           | Gravel, buiten | Jan Kodeš (1) Ilie Năstase (3)         | Juan Gisbert Manuel Orantes               | 7-6, 4-6, 9-7      |         |
| 07-10-1974 |                                   |              |           | Gravel, buiten | Patrice Dominguez Antonio Muñoz        | Brian Gottfried Raúl Ramírez              | 6-1, 6-3           |         |
| 15-10-1973 |                                   |              |           | Gravel, buiten | Ilie Năstase (2) Tom Okker             | Bob Carmichael Frew McMillan              | 6-3, 6-0           |         |
| 10-04-1972 |                                   |              |           | Gravel, buiten | Ilie Năstase (1) Stan Smith            | Andrés Gimeno Manuel Orantes              | 6-2, 6-2           |         |

ITF-toernooien (mannen en vrouwen)

ATP-toernooien (mannen) – ATP-seizoen 2025

WTA-toernooien (vrouwen) – WTA-seizoen 2025

Voormalige toernooien mannen
Voormalige toernooien vrouwen
Voormalige amateurtoernooien